# Charles Ier de Créquy
Pour les articles homonymes, voir Famille de Créquy, Créquy (homonymie) et Blanchefort.
Charles Ier de Blanchefort de Créqui (Charles Ier de Créquy), (v. 1575 à Canaples- 17 mars 1638 à Breme), prince de Poix, seigneur de Créquy, de Fressin et de Canaples, 2e duc de Lesdiguières et pair de France (1626), marquis de Vizille et de Treffort, comte de Sault, baron de Vienne-le-Chastel et de La Tour-d'Aigues (1619) était un militaire français du XVIIe siècle, qui fut colonel du régiment des Gardes-Françaises et Maréchal de France, chevalier du Saint-Esprit.

## Biographie
Son vrai nom était Blanchefort, mais son grand-père Gilbert de Blanchefort (issu des Blanchefort ?, eux-mêmes venus des vicomtes de Comborn ?), seigneur de Saint-Janvrin, baron de Mirebeau et de Sainte-Sévère, épouse Marie de Créquy. Leur fils Antoine de Blanchefort, père de Charles Ier, n'hérite de tous les biens de la branche aînée de la Maison de Créquy qu'à condition d'en porter le nom et les armes.
Charles Ier de Créquy, fils d'Antoine de Blanchefort seigneur de Saint-Janvrin et de Chrétienne d’Aguerre [dame de Vienne-le-Château ; veuve héritière de François-Louis d'Agoult-Montauban (son 2e mari, † 1586, fils de François d'Agoult-Montauban-Sault), comte de Sault, de Montauban, d’Agoult, de Vesc, seigneur de Montlaur, de La Tour d'Aigues, de Grimaud et de Bauchène], naît vers 1575 à Canaples dans l'actuel département de la Somme.
Son père meurt peu de temps après sa naissance. En effet, il est sous la tutelle de Gille Mailly, un oncle par alliance et de Jeanne de Hangest, sa grand-mère maternelle.
Il commence sa carrière militaire en 1594 en se portant volontaire au siège de Laon.
Il se marie l'année suivante avec Madeleine de Bonne, fille de François, duc de Lesdiguières, Pair, maréchal puis Connétable de France, et de Claudine de Béranger.
En 1597, il sert en  Savoie, sous les ordres du maréchal François de Bonne de Lesdiguières, son beau-père. Il s'empare d'Aiguebelle, est blessé  mais retourne au combat très vite. En février 1598, le duc de Savoie Charles-Emmanuel arrive à Aiguebelle et met le siège de la Tour-Charbonnière occupée par les français. Charles de Blanchefort marquis de Créqui arrive au secours de la forteresse avec une partie de ses soldats au moment même où elle venait de se rendre. Créqui, trompé, tombe dans le piège que lui tend le duc de Savoie. Encerclé par l'ensemble des troupes savoyardes, le mestre de camp n’ayant plus que 200 hommes avec lui, est contraint de se rendre. Il est conduit à Chambéry puis au château de Turin ou il resta captif environ un an.
En 1600, il sert de nouveau en  Savoie, comme mestre de camp de son régiment, toujours sous les ordres de son beau-père, le maréchal de Lesdiguières, avec lequel il s'illustre à Conflans et Montmélian.
Il tue en duel, en 1599, don Philippin, bâtard de Savoie, après l’avoir épargné une première fois.
En 1604, il est gouverneur des places-fortes picardes : Péronne, Roye, Montdidier.
Mestre-de-camp en 1606, il succède à son beau-père Lesdiguières à la lieutenance de Dauphiné en 1610. Il combat encore dans toutes les guerres que mène le roi Louis XIII. En 1620, il est aux Ponts-de-Cé, conserve les villes d'Alençon et du Mans, sauve même la vie au comte de Saint-Aignan, contraint de se rendre, abandonné par la reine-mère et que le roi voulait juger. Créquy déclare que Saint-Aignan est son prisonnier de guerre, qu'il a reçu sa soumission comme telle et qu'il ne saurait être mis en jugement sans violer la foi publique et le droit des gens. Le Roi lui cède.
En 1621, Charles de Créquy est blessé au siège de Saint-Jean-d'Angély. Il est fait maréchal en 1622, année où son beau-père est fait connétable.
En décembre 1623, devenu veuf, il épouse Françoise de Bonne, sa belle sœur préalablement fiancée à Charles-René du Puy, seigneur de Montbrun à l’âge de 8 ans. Françoise de Bonne était la fille de François, duc de Lesdiguières, Pair et Connétable de France, et de Marie Vignon.
Il combat contre les réformés à Montpellier, participe en 1625 à des opérations en Piémont.
En 1629, Louis XIII, ayant désormais les mains libres en France, après la capitulation de La Rochelle qui marque la soumission du parti protestant, se tourne vers l'Italie et plus particulièrement le marquisat de Saluces. Charles de Créquy s'illustre en forçant le passage de Suse, faisant escalader les rochers aux troupes royales, et poursuivent l'ennemi l'épée dans les reins jusque dans la ville. En 1630, les combats reprennent dans la même région. Charles de Créquy se montre décisif dans les prises de Pignerol, Miolans, et participe au siège de Montmélian. Envoyé en ambassade extraordinaire à Rome en 1633, il étonne par sa magnificence et rassemble une impressionnante collection de tableaux italiens.
Il commande les troupes françaises qui, associées aux troupes savoyardes du duc Victor-Amédée Ier de Savoie, défont le 22 juin 1636 l'armée espagnole à la bataille de Tornavento. Il est tué au combat, d'un coup de canon, devant le fort de Breme (Breme), dans la province de Pavie en Lombardie, le 17 mars 1638, à l'âge de 63 ans. Il est inhumé en Dauphiné, mais un monument lui est érigé, à Paris, en l'église des Feuillants.

## Généalogie
Il avait épousé successivement deux des filles du duc de Lesdiguières : Madeleine puis Françoise de Bonne, seul moyen, pour lui, d'être le deuxième duc de Lesdiguières. Il est (par Madeleine de Bonne) le père de :
- François de Bonne de Créqui (1596-1677), comte de Canaples, comte de Sault, mestre de camp du régiment de Créqui en 1605, du régiment de Sault en 1611, troisième duc de Lesdiguières en 1636 et gouverneur de Grenoble pendant 34 ans[6],
- Charles (II) de Créquy, mort prédécédé en 1630, marié en 1620 avec Anne de Grimoard de Beauvoir du Roure (fille de Claude, fils de Jean, fils d'autre Claude, fils de Guillaume de Beauvoir du Roure), dont trois fils :
  - l'aîné d'entre eux, Charles III de Créquy, prince puis duc de Poix ;
  - le puîné Alphonse de Créquy, deviendra en 1681 le sixième (et dernier) duc de Lesdiguières, à la mort à la guerre de son petit-cousin, Jean François Paul de Bonne de Créquy en 1703[7] ;
  - le dernier de ces trois fils, François de Créquy, marquis de Marines, seigneur de Moreuil, sera Maréchal de France.

- Françoise de Blanchefort Créquy, morte le 23 janvier 1656, épouse le 15 septembre 1609 Maximilien II de Béthune. Descendance.
- Madeleine de Blanchefort Créquy, mariée en 1617 avec Nicolas de Neufville, premier duc de Villeroy, Maréchal de France. Descendance.

## Armoiries
| Figure | Nom du prince et blasonnement |
|        | Coupé: au 1, parti: a. d'or à deux lions léopardés de gueules, l'un sur l'autre (Blanchefort); b. d'or à un loup rampant d'azur (Agoult); au 2, tiercé en pal: a. d'azur à trois tours d'or (La Tour-Montauban); b. d'azur à trois pals d'or et au chef du même (Vesc); c. d'or à deux léopards lionnés d'azur, l'un sur l'autre (Maubec-Montlor). Sur le tout d'or au créquier de gueules (Créquy)., |

## Sources
- Claudine Allag, Chrétienne d'Aguerre, comtesse de Sault, L'Harmattan, Paris, 1995.

Cet article comprend des extraits du Dictionnaire Bouillet. Il est possible de supprimer cette indication, si le texte reflète le savoir actuel sur ce thème, si les sources sont citées, s'il satisfait aux exigences linguistiques actuelles et s'il ne contient pas de propos qui vont à l'encontre des règles de neutralité de Wikipédia.
- Notices d'autorité :   - VIAF
  - ISNI
  - BnF (données)
  - IdRef
  - LCCN
  - GND
  - Pologne
  - WorldCat